# Římskokatolická farnost Polešovice
Římskokatolická farnost Polešovice je územní společenství římských katolíků s farním kostelem svatého Petra a Pavla v děkanátu Uherské Hradiště.

## Historie farnosti
První písemná zmínka o obci pochází z roku 1220. Původní farní kostel byl postaven zřejmě souběžně se vznikem velehradského kláštera, za husitských válek byl vypálen. Obnovený kostel posléze svou velikostí nedostačoval počtu věřících, proto byl v letech 1725 až 1735 postaven současný kostel.

## Duchovní správci
Od prosince 2010 byl farářem R. D. Mgr. Petr Souček. Toho od července 2017 vystřídal jako administrátor ThLic. Jozef Červeň, Ph.D.

## Bohoslužby
| Kostel                | Místo      | Bohoslužba (den)            | Hodina                                          | Poznámka     |
| --------------------- | ---------- | --------------------------- | ----------------------------------------------- | ------------ |
| svatého Petra a Pavla | Polešovice | neděle pondělí středa pátek | 7.30, 10.45 18.00 (zimní čas)/19.00 (letní čas) | farní kostel |

## Aktivity ve farnosti
Pravidelně se konají duchovní obnovy, setkání společenství, výuka náboženství, při bohoslužbách zpívá schola. Každý týden vychází farní zpravodaj.
V říjnu 2016 uděloval ve farnosti svátost biřmování arcibiskup Jan Graubner.
Ve farnosti se pravidelně pořádá tříkrálová sbírka. V roce 2017 dosáhl výtěžek sbírky 55 951 korun, v Ořechově 23 395 korun a ve Vážanech 13 976 korun.